# Shahida El-Baz
Shahida El-Baz (en arabe : شهيدة الباز), née le 2 novembre 1938 et morte le 21 octobre 2021 est une écrivaine et féministe égyptienne.

## Biographie

### Enfance, éducation et débuts
El-Baz naît le 2 novembre 1938. Elle obtient son doctorat du département d'économie et de politique, École d'études orientales et africaines à l'Université de Londres au Royaume-Uni,.

### Carrière
El-Baz est une féministe égyptienne qui a écrit de nombreux livres sur les questions relatives aux femmes arabes,.
Elle est experte en développement, société civile, questions de genre, pauvreté, enfants dans des circonstances difficiles et politiques de mondialisation,. Elle est l'auteur et la recherche de divers sujets liés à la formation de groupes de femmes en Égypte,, aux processus de démocratisation et à l'impact des sanctions économiques et des programmes de développement d'ajustement structurel sur le statut socio-économique des Égyptiens,.
Elle est consultante internationale, économiste politique, experte en matière de développement, de société civile, de questions de genre, de pauvreté, d'enfants en situation difficile et de politiques de mondialisation.
Elle est rédactrice en chef de la revue Arab Selections du CODESRIA-AARC.
El-Baz est directrice générale du Centre de recherche arabe et africain au Caire, en Égypte,. Elle est membre de l'Assemblée générale créant la Société arabe de sociologie  et du comité exécutif du Conseil pour le développement de la recherche en sciences sociales en Afrique (CODESRIA) entre 2008 et 2011.

## Vie privée
El-Baz rencontre Archie Mafeje alors qu'il était directeur du programme de développement urbain et d'études sociales à l' Institut international d'études sociales aux Pays-Bas entre 1972 et 1975. Mafeje épouse El-Baz en 1977. Ils ont une fille, Dana,. Mafeje se convertit à l'islam avant de se marier parce qu'El-Baz est musulmane. El-Baz se souvient que Mafeje lisait dans son bureau le 6 octobre 1981, lorsque Sadate fut assassiné ; alors qu'il regardait les informations télévisées, El-Baz crie : « Archie, Sadat a été abattu ! Après que Mafeje ait demandé "Est-il mort ?" et entendit une réponse affirmative, il ouvrit une bouteille de champagne pour porter un toast.